# Nash (Comic)
Nash ist eine frankobelgische Science-Fiction-Comicserie die erstmals von 1997 bis 2007 erschien.

## Inhalt
Der Ex-Soldat und Kopfgeldjäger Nash Tulsa wird im New York des Jahres 2047 selbst zum Gejagten. Nachdem seine Tochter Audrey verschwindet, beginnt er auf eigene Faust zu ermitteln. Es kommt heraus, dass Audrey durch eine künstliche Befruchtung innerhalb eines militärischen Experiments gezeugt wurde.

## Veröffentlichung
Die Originalausgabe der Serie erschien in Frankreich zwischen 1997 und 2007 im Verlag Delcourt und parallel auf Niederländisch im Verlag Talent innerhalb der Reihe Collectie 500.
In Deutschland veröffentlichte der Splitter Verlag 1998–1999 die ersten drei Alben jeweils als Soft- und Hardcover, brach die Serie dann aber ab. Bei Finix Comics wurde die Serie als Gesamtausgabe in den Jahren 2017 und 2018 neu und vollständig in fünf Doppelbänden aufgelegt.

## Albenausgaben
| Band | Titel                 | original Veröffentlichung | deutsche Veröffentlichung        |
| ---- | --------------------- | ------------------------- | -------------------------------- |
| 1    | Morgenstern           | 02/1997                   | 1998 (Splitter), 02/2017 (Finix) |
| 2    | Jenseits von Eden     | 10/1997                   | 1999 (Splitter), 02/2017 (Finix) |
| 3    | Die Königin der Engel | 09/1998                   | 1999 (Splitter), 06/2017 (Finix) |
| 4    | La fraternité blanche | 10/1999                   | 06/2017 (Finix)                  |
| 5    | Le petit peuple       | 09/2000                   | 10/2017 (Finix)                  |
| 6    | Dreamland             | 10/2001                   | 10/2017 (Finix)                  |
| 7    | Les Hombres           | 01/2003                   | 02/2018 (Finix)                  |
| 8    | La Guere des Rouges   | 01/2004                   | 02/2018 (Finix)                  |
| 9    | Zona Libra            | 02/2005                   | 09/2018 (Finix)                  |
| 10   | La 5e Extinktion      | 05/2007                   | 09/2018 (Finix)                  |